# Лукач, Джон
Джон Адальберт Лукач (англ. John Lukacs; венг. Lukács János Albert; 31 января 1924, Будапешт — 6 мая 2019, Финиксвилл, Пенсильвания) — американский историк венгерского происхождения. Эмерит-профессор колледжа Честнат-Хилл (с 1994), где проработал более полувека. Член Американского философского общества (2002) и Королевского исторического общества. Лукач был католиком и называл себя реакционером.

## Биография
Лукач родился в Будапеште в семье Магдалены Глюк и Пала Лукача (урождённого Левингера), врача. Его родители, евреи, обращённые в католицизм, развелись перед Второй мировой войной. Лукач посещал классическую гимназию, имел репетитора по английскому языку и провёл два лета в частной школе в Англии. Изучал историю в Будапештском университете.
Во время Второй мировой войны, когда в 1944 году немецкие войска оккупировали Венгрию, Лукач был вынужден служить в венгерском трудовом батальоне для евреев. В конце 1944 года дезертировал из батальона и до конца боевых действий прятался в подвале, избежав депортации в лагеря смерти и пережив осаду Будапешта. По словам сына, Лукач больше никогда не видел своих родителей.
После войны Лукач работал секретарём Венгерско-американского общества. В 1946 году он получил докторскую степень по истории в Будапештском университете технологии и экономики.
Лукач покинул Венгрию и бежал в США 22 июля 1946 года, когда стало ясно, что страна переходит в зону советского влияния. Работал в качестве ассистента лектора в Колумбийском университете в Нью-Йорке. Затем он переехал в Филадельфию, где в 1947 году стал профессором истории в колледже Честнат-Хилл, в то время женском.
С 1947 по 1994 год Лукач был профессором истории в колледже Честнат-Хилл и возглавлял исторический факультет до 1974 года. Являлся приглашённым профессором в университете Джонса Хопкинса, Колумбийском университете, Принстонском университете, Ласалльском университете, Риджент-колледже в Британской Колумбии, Будапештском университете и Хановерском колледже.
Лукач также был главой Американской католической исторической ассоциации, состоял в Королевском историческом обществе и Американском философском обществе.
Автор более тридцати книг. 

## Взгляды
Будучи сторонником либеральной демократии и антикоммунистом, Лукач, тем не менее, написал в начале 1950-х несколько статей в «Commonweal», критикующих подход сенатора Маккарти, которого он назвал вульгарным демагогом.
Лукач считал популизм главной угрозой современной цивилизации. По его собственному описанию, он придерживался реакционных взглядов. Лукач рассматривал популизм как фундаментальную основу как нацизма, так и коммунизма. Отрицал существование «фашизма вообще», утверждая, что различий между политическими режимами нацистской Германии и фашистской Италии больше, чем сходств.
Лукач соглашался с французским историком Алексисом де Токвилем в том, что аристократические элиты были заменены демократическими, которые получают власть, обращаясь к массам. В своей книге 2002 года «В конце эпохи» Лукач утверждал, что современная (буржуазная) эпоха, начавшаяся во времена Ренессанса, подходит к концу. Подъём популизма и упадок элитарности — тема его экспериментальной работы «Нить лет» (1998), серии виньеток, действие которых происходит каждый год, начиная с 1900 года и заканчивая 1998-м, прослеживая отказ от джентльменского поведения и рост вульгарности в американской культуре. Лукач защищает традиционную западную цивилизацию от того, что он считает разрушительными эффектами массовой культуры.
Лукач придаёт Уинстону Черчиллю огромное историческое значение. Для него Черчилль был великим государственным деятелем XX века, и спасителем не только Великобритании, но и самой западной цивилизации. Постоянная тема в его произведениях — поединок между Черчиллем и Адольфом Гитлером за господство над миром. Их моральная борьба, которую Лукач рассматривает как конфликт между архетипическими реакционером и революционером, является главной темой книг «Последняя европейская война» (1976), «Дуэль» (1991), «Пять дней в Лондоне» (1999) и «Кровь, тяжёлый труд, слёзы и пот» (2008). Лукач утверждает, что Британская империя не могла победить Германию сама по себе, и что для победы требовалось вступление в войну США и СССР. Он отмечает, что, вдохновляя британский народ сопротивляться атакам немецкой авиации и «никогда не сдаваться» во время битвы за Британию в 1940 году, Черчилль заложил основу для последующей победы союзников.
У Лукача были сильные изоляционистские убеждения, и, что необычно для антикоммунистического иммигранта, также имел «удивительно критические взгляды на Холодную войну с уникальной консервативной точки зрения». Лукач утверждал, что Советский Союз был слабой державой на грани краха, и что, следовательно, Холодная война была ненужной тратой американских ресурсов и жизней. Лукач также критиковал американское вмешательство за границей, в том числе вторжение в Ирак в 2003 году.
В своей книге «Джордж Ф. Кеннан и истоки сдерживания, 1944—1946» (1997), сборнике писем, которыми обменивались Лукач и его близкий друг Джордж Кеннан в 1994—1995 гг., Лукач и Кеннан подвергали критике заявление «новых левых», что Холодная война была начата США. Однако Лукач утверждал, что, хотя Иосиф Сталин был в большей степени ответственен за начало холодной войны, администрация Дуайта Эйзенхауэра упустила шанс положить ей конец в 1953 году после смерти Сталина, из-за чего она продолжалась ещё много десятилетий.

### «Гитлер в истории»
Примерно с 1977 года Лукач стал одним из ведущих критиков британского писателя Дэвида Ирвинга, которого Лукач обвинял в ненаучных методах и симпатии к неонацизму. В обзоре «Войны Гитлера» Ирвинга в 1977 году Лукач отметил, что как «правый ревизионист», восхищавшийся некоторыми ранними работами Ирвинга, он изначально возлагал большие надежды на «Войну Гитлера», но нашёл книгу «ужасной». Лукач отметил, что Ирвинг некритически использовал личные воспоминания тех, кто знал Гитлера, чтобы представить его в самом лучшем свете. В своём обзоре Лукач утверждал, что хотя по итогам Второй мировой войны Восточная Европа оказалась под советским господством, победа, оставившая только половину Европы Сталину, была намного лучше, чем поражение, которое оставило бы всю Европу Гитлеру.
Книга Лукача «Гитлер в истории» (1997), просопография историков, написавших биографии Гитлера, отчасти является критикой работы Ирвинга. Лукач считал Ирвинга симпатизирующим нацистам. В свою очередь, Ирвинг делал, по мнению многих, антисемитские и расистские атаки против Лукача. Поскольку мать Лукача была еврейкой, Ирвинг пренебрежительно называл его «еврейским историком». В письмах от 25 октября и 28 октября 1997 года Ирвинг угрожал подать в суд на Лукача за клевету, если он опубликует «Гитлера в истории», не удалив некоторые отрывки, в которых критиковалась работа Ирвинга. Американское издание «Гитлера в истории» было опубликовано в 1997 году с включёнными отрывками, но из-за угроз Ирвинга британское издание «Гитлера в истории» не было опубликовано до 2001 года ― а когда наконец было, то отрывки, в которых критиковались исторические методы Ирвинга, были удалены издателем.
В «Гитлере в истории», вдохновляясь книгой Питера Гейла «Наполеон: за и против», Лукач исследует современное состояние исследований о Гитлере и предлагает свои собственные наблюдения о нём. По мнению Лукача, Гитлер был расистом, националистом, революционером и популистом. Лукач критикует марксистских и либеральных историков, утверждающих, что немецкий рабочий класс был резко настроен против нацистов, и утверждает, что дело обстояло ровно наоборот. Каждая глава «Гитлера в истории» посвящена определённой теме, например, был ли Гитлер реакционером или революционером; националистом или расистом; он также исследует корни идеологии Гитлера. Лукач отрицает, что Гитлер развил веру в расовую чистоту в Вене при монархии Габсбургов. Вместо этого Лукач датирует обращение Гитлера к антисемитизму 1919 годом, произошедшем, в частности, из-за событий вокруг Баварской советской республики в Мюнхене и её падения от сил Фрайкора. Под влиянием работ Райнера Цительманна Лукач описывает Гитлера как неуверенного революционера-модернизатора. Ссылаясь на критику национал-социализма, разработанную немецкими консервативными историками, такими как Ханс Ротфельс и Герхард Риттер, Лукач описывают нацистское движение как кульминацию тёмных сил, таящихся в современной цивилизации.
По мнению Лукача, операция «Барбаросса» не была вдохновлена антикоммунизмом или каким-либо долгосрочным планом по завоеванию Советского Союза. В то время, как такие историки, как Андреас Хилльгрубер, утверждают, что у Гитлера был «stufenplan» (с нем. — «поэтапный план»), Лукач считает, что это скорее была ad hoc реакция Гитлера, вызванная отказом Великобритании сдаться в 1940—1941 годах. Лукач утверждает, что причина, которую Гитлер назвал для вторжения в Россию и была его реальной. По его мнению, Британия не сдавалась потому, что Черчилль питал надежду на то, что СССР может вступить в войну на стороне союзников, и поэтому Германии было необходимо эту надежду уничтожить ― в противовес мнению других историков, считающих, что эта причина была лишь предлогом. Согласно Лукачу, операция «Барбаросса» была настолько же антибританской, насколько и антисоветской.
Лукач утверждает, что заявление Гитлера в августе 1939 года Верховному комиссару Лиги Наций по Данцигу, швейцарскому дипломату Карлу Буркхардту («Все, что я предпринимаю, направлено против России»), которое Хилльгрубер приводит как свидетельство антисоветских намерений Гитлера, было частью попытки заставить Великобританию и Францию бросить Польшу. Лукач не согласен с утверждением Хилльгрубера, что война против Великобритании имела для Гитлера «второстепенное» значение по сравнению с войной против СССР.
Лукач также критиковал Виктора Суворова, утверждавшего, что Сталин вынудил Гитлера начать «превентивную войну», так как планировал напасть на Германию позднее летом 1941 года.

### Поздние работы
В своей книге «Демократия и популизм: страх и ненависть» (2005) Лукач пишет о нынешнем состоянии американской демократии. Лукач предупреждает, что популизм, который по его мнению, преобладает в Соединённых Штатах, делает их уязвимыми для демагогии. Он утверждает, что переход от либеральной демократии к популизму можно увидеть в замене знаний и истории пропагандой и развлекательными программами (инфотейнментом). В той же книге Лукач критикует легализованные аборты, порнографию, клонирование и сексуальную вседозволенность как признаки растущего упадка, разврата и аморальности современного американского общества.
«Июнь 1941: Гитлер и Сталин» (2006) представляет собой исследование обоих лидеров с акцентом на событиях, приведших к нападению Германии на СССР. «Джордж Кеннан: Исследование характера» (2007) — это биография друга Лукача Джорджа Кеннана, написанная благодаря доступу к его личным бумагам. «Кровь, труд, слёзы и пот» (2008) является продолжением его работы над тем, что Лукач считал «величием Черчилля». «Последний обряд» (2009) продолжает «самоисторию», начатую им в «Исповеди первородного грешника» (1990). «Будущее истории» было опубликовано 26 апреля 2011 года.
В «Краткой истории двадцатого века» (2013) Лукач пытается оспорить идею (общую как для профессиональных историков, так и для экспертов в области международных отношений) о том, что мир 20-го века был биполярным, или что Холодная война являлась крупным стратегическим соперничеством или конфликтом, вместо этого утверждая, что XX век был веком американского господства. На примере Гитлера, а также левого и правого популизма в США, Лукач также утверждает, что популизм является самой разрушительной силой 20-го века, и пытается отделить понятие популизма от его частого (хотя, как утверждает Лукач, неточного) смешения с неотъемлемыми позициями левой политики.

## Личная жизнь
В 1953 году Лукач женился на Хелен Элизабет Шофилд, дочери юриста из Филадельфии; у пары было двое детей. Шофилд умерла в 1971 году. Во второй раз он женился на Стефани Харви в 1974 году. От этого брака у Лукача были приёмные дети; его вторая жена умерла в 2003 году. Третьей супругой Лукача стала Памела Холл, однако их брак завершился разводом
После выхода на пенсию в 1994 году Лукач сосредоточился на писательстве. Проживал в Скулкилле, и хранил около 18 000 книг в своей домашней библиотеке.
Лукач умер от застойной сердечной недостаточности 6 мая 2019 года в своём доме в Фениксвилле, Пенсильвания.

## Работы
- Lukacs, John. The Great Powers and Eastern Europe (англ.). — New York: American Book Co.[англ.], 1953.
- Lukacs, John. A History of the Cold War (англ.). — Garden City, N.Y.: Doubleday, 1961.
- Lukacs, John. Decline and Rise of Europe: A Study in Recent History, With Particular Emphasis on the Development of a European Consciousness (англ.). — Garden City, N.Y.: Doubleday, 1965.
- Lukacs, John. A New History of the Cold War (англ.). — Garden City, N.Y.: Doubleday, 1966.
- Lukacs, John. Historical Consciousness; or, The Remembered Past (англ.). — New York: Harper & Row, 1968.
  - Lukacs, John. Historical Consciousness; or, The Remembered Past (англ.). — 3. — New York: Transaction Publishers[англ.], 1994. — ISBN 978-1-56000-732-6.
- Lukacs, John. The Passing of the Modern Age (англ.). — New York: Harper & Row, 1970.
- Lukacs, John. A Sketch of the History of Chestnut Hill College, 1924–1974 (англ.). — Chestnut Hill, PA: Chestnut Hill College[англ.], 1975.
- Lukacs, John. The Last European War: September 1939–December 1941 (англ.). — Garden City, N.Y.: Anchor Press, 1976.
- Lukacs, John. 1945: Year Zero (англ.). — New York: Doubleday, 1978.
- Lukacs, John. Philadelphia: Patricians and Philistines, 1900–1950 (англ.). — New York: Farrar, Straus, Giroux[англ.], 1981.
- Lukacs, John. Outgrowing Democracy: A History of the United States in the Twentieth century (англ.). — Garden City, N.Y.: Doubleday, 1984.
- Lukacs, John. Budapest 1900: A Historical Portrait of a City and its Culture (англ.). — London: Weidenfeld & Nicolson, 1988.
  - Lukacs, John. Budapest 1900: A Historical Portrait of a City and its Culture (англ.). — Open Road[англ.] + Grove/Atlantic[англ.], 2012. — ISBN 9780802194213.
- Lukacs, John. Confessions of an Original Sinner (англ.). — New York: Ticknor and Fields[англ.], 1990.
- Lukacs, John. The Duel: 10 May–31 July 1940: the Eighty-Day Struggle between Churchill and Hitler (англ.). — New York: Ticknor and Fields, 1991.
- Lukacs, John. The End of the Twentieth Century and the End of the Modern Age (англ.). — New York: Ticknor and Fields, 1993.
  - Лукач, Джон. Конец двадцатого века и конец эпохи модерна = The End of the Twentieth Century and the End of the Modern Age / пер. с англ. Н. М. Селиверстова. — СПб.: Наука, 2003. — 253 с. — ISBN 5-02-026852-6.
- Lukacs, John. Destinations Past: Traveling through History with John Lukacs (англ.). — Columbia, MO: University of Missouri Press, 1994.
- Lukacs, John. The Hitler of History (англ.). — New York: A. A. Knopf, 1997.
- Lukacs, John. George F. Kennan and the Origins of Containment, 1944–1946: the Kennan-Lukacs Correspondence, Introduction by John Lukacs (англ.). — Columbia, MO: University of Missouri Press, 1997.
- Lukacs, John. A Thread of Years (англ.). — New Haven [Conn.]: Yale University Press, 1998. — ISBN 0-300-07188-4.
- Lukacs, John. Five Days in London, May 1940 (англ.). — New Haven [Conn.]: Yale University Press, 1999.
- Lukacs, John. A Student's Guide to the Study of History (англ.). — Wilmington, DE: ISI Books[англ.], 2000.
- Lukacs, John. Churchill: Visionary, Statesman, Historian (англ.). — New Haven [Conn.]: Yale University Press, 2002.
- Lukacs, John. At the End of an Age (англ.). — New Haven [Conn.]: Yale University Press, 2002.
- Lukacs, John. A New Republic: A History Of The United States In The Twentieth Century (англ.). — New Haven [Conn.]: Yale University Press, 2004.
- Lukacs, John. Democracy and Populism: Fear & Hatred (англ.). — New Haven [Conn.]: Yale University Press, 2005.
- Lukacs, John. Remembered Past: John Lukacs On History, Historians & Historical Knowledge: A Reader (англ.). — Wilmington, DE: ISI Books, 2005.
- Lukacs, John. June 1941: Hitler and Stalin (англ.). — New Haven; London: Yale University Press, 2006. — ISBN 0-300-11437-0.
- Lukacs, John. George Kennan: A Study of Character (англ.). — New Haven; London: Yale University Press, 2007. — ISBN 0-300-12221-7.
- Lukacs, John. Blood, Toil, Tears and Sweat: The Dire Warning (англ.). — New York: Basic Books, 2008. — ISBN 0-465-00287-0.
- Lukacs, John. Last Rites (англ.). — New Haven; London: Yale University Press, 2009. — ISBN 978-0-300-11438-6.
- Lukacs, John. The Legacy of the Second World War (англ.). — New Haven; London: Yale University Press, 2010. — ISBN 0-300-11439-7.
- Through the History of the Cold War: The Correspondence of George F. Kennan and John Lukacs (англ.) / edited by John Lukacs. — Philadelphia, Pennsylvania: University of Pennsylvania Press, 2010. — ISBN 978-0-812-22271-5.
- Lukacs, John. The Future of History (англ.). — New Haven; London: Yale University Press, 2011. — ISBN 0-300-16956-6.
- Lukacs, John. Short History of the Twentieth Century (англ.). — Harvard University Press, 2013. — ISBN 978-0-674-72536-2.
- Lukacs, John. We at the Center of the Universe (англ.). — St. Augustine's Press, 2017. — ISBN 978-1587319099.